# Yōhei Satō
Yōhei Satō (佐藤 洋平 Satō Yōhei?, nacido el 22 de noviembre de 1972 en Miyagi) es un exfutbolista japonés. Jugaba de guardameta y su último club fue el Júbilo Iwata de Japón.

## Trayectoria

### Clubes
| Club              | País  | Año         |
| ----------------- | ----- | ----------- |
| Kashima Antlers   | Japón | 1991 - 1998 |
| Consadole Sapporo | Japón | 1999 - 2003 |
| Júbilo Iwata      | Japón | 2003 - 2008 |

## Palmarés

### Títulos nacionales
| Título             | Club              | País  | Año  |
| ------------------ | ----------------- | ----- | ---- |
| J1 League          | Kashima Antlers   | Japón | 1996 |
| J1 League          | Kashima Antlers   | Japón | 1998 |
| Copa J. League     | Kashima Antlers   | Japón | 1997 |
| Copa del Emperador | Kashima Antlers   | Japón | 1997 |
| J2 League          | Consadole Sapporo | Japón | 2000 |
| Copa del Emperador | Júbilo Iwata      | Japón | 2003 |